# تامان يو ثانت
تامان يو ثانت هو حي في كوالالمبور، ماليزيا. يقع في الجزء الشرقي من المدينة. تأسس عام 1960، وهو يضم عمارات سكنية متوسطة الارتفاع، بالإضافة إلى عدة سفارات أجنبية منها سفارة جمهورية فرنسا والسفارة الملكية التايلاندية، سفارة سويسرا، والعديد من المدارس الدولية.
تم تسمية المنطقة تيمناً بيو ثانت الذي شغل منصب الأمين العام للأم المتحدة من 1961 حتى 1971. وتُعرف أيضاً باسم حي السفارات حيث تُعد واحدة من منطقتين ضمن جالان امبانغ. يقع في هذه المنطقة متجر هوك تشون، الذي كان في السابق متجراً عائلياً.

## التاريخ
تم تصنيف المنطقة إلى جانب عدة مناطق أخرى في المدينة، ضمن الخطة الهيكلية لكوالالمبور 2020 كمنطقة منخفضة الكثافة السكانية وخالية من المباني الشاهقة، حيث يسمح للمباني فيها بأن لا تتجاوز 10 طوابق.